# Dońska Rada Obywatelska
Dońska Rada Obywatelska (ros. Донской гражданский совет) – polityczny organ wykonawczy na przełomie 1917/1918 roku.
Rada została utworzona w grudniu 1917 r. w Nowoczerkasku, po zajęciu miasta przez kozackich powstańców atamana gen. Aleksieja Kaledina. Radą rządził triumwirat: gen. Michaił Aleksiejew, odpowiadający za sprawy finansowe i politykę wewnętrzną, gen. Ławr Korniłow (organizacja i dowództwo siłami zbrojnymi) i gen. Aleksiej Kaledin (stał na czele Obwodu Wojska Dońskiego i przewodniczył Kozakom dońskim). Pozostałymi członkami Rady byli: przedstawiciele Armii Ochotniczej gen. Aleksandr Łukomski, gen. Iwan Romanowski i gen. Anton Denikin (nie uczestniczył w obradach), przedstawiciele Partii Konstytucyjno-Demokratycznej (tzw. kadetów) Michaił Fiodorow, książę Grigorij Trubeckoj, A. S. Bielecki, Nikołaj Paramonow, Wasilij Stiepanow i Paweł Milukow, przedstawiciel władz wojskowych gen. Mitrofan Bogajewski, przedstawiciele eserowców P. N. Agiejew, W. P. Mazurenko i Karol Wędziagolski, a także Borys Sawinkow i konserwatysta Piotr Struwe.
Rada pretendowała do stania się ogólnorosyjskim organem politycznym. Ogłosiła swój program polityczny (tzw. konstytucja Korniłowa), w którym głosiła hasła przyznania swobód i praw demokratycznych, zlikwidowania przywilejów klasowych, wolności przemysłu i handlu, prawa własności prywatnej, denacjonalizację banków, wprowadzenia państwowego szkolnictwa powszechnego, sformowania armii rosyjskiej na zasadach zaciągu ochotniczego, zwołania Konstytuanty w celu uchwalenia konstytucji dla Rosji, rozwiązania kwestii agrarnej, ochronę praw robotniczych według programu rewolucji lutowej 1917 r., wolność zakładania związków zawodowych i demonstracji robotniczych. Narody zamieszkujące Rosję miały otrzymać szeroką autonomię lokalną. Rada popierała niepodległość Polski, Finlandii i Ukrainy. Zamierzano również dotrzymać umów sojuszniczych zawartych przed carską Rosję z państwami Ententy przeciwko Niemcom i Austro-Węgrom. Przedstawiciele Rady zostali wysłani do Niżnego Nowogrodu, Kazania, Samary, Carycyna, Astrachania, Mineralnych Wód, na Syberię i Daleki Wschód.
Z powodu ofensywy wojsk bolszewickich większość członków Rady pod koniec stycznia 1918 r. przeniosła się do Rostowa nad Donem. Po klęsce wojsk kozackich atamana gen. Kaledina w lutym tego roku, Rada rozwiązała się.